# 2024년 동자와주 지진
2024년 동자와주 지진은 2024년 3월 22일 인도네시아 자와섬 북부의 바웨안섬 인근 해역에서 일어난 지진이다. 현지 시각(서인도네시아 표준시, WIB) 기준 오전 11시 22분에 젼진이자 첫 번째 지진인 규모 M6.0, Mww5.6의 지진이 발생했다. 이후 오후 3시 52분에 2차 지진이자 본진인 규모 Mw6.5, Mww6.4의 지진이 발생했다. 본진은 주향이동단층에서 발생한 지진으로 진원 깊이는 8.5 km이다. 두 차례 지진으로 총 15명의 부상자가 발생했다.

## 지질학적 환경

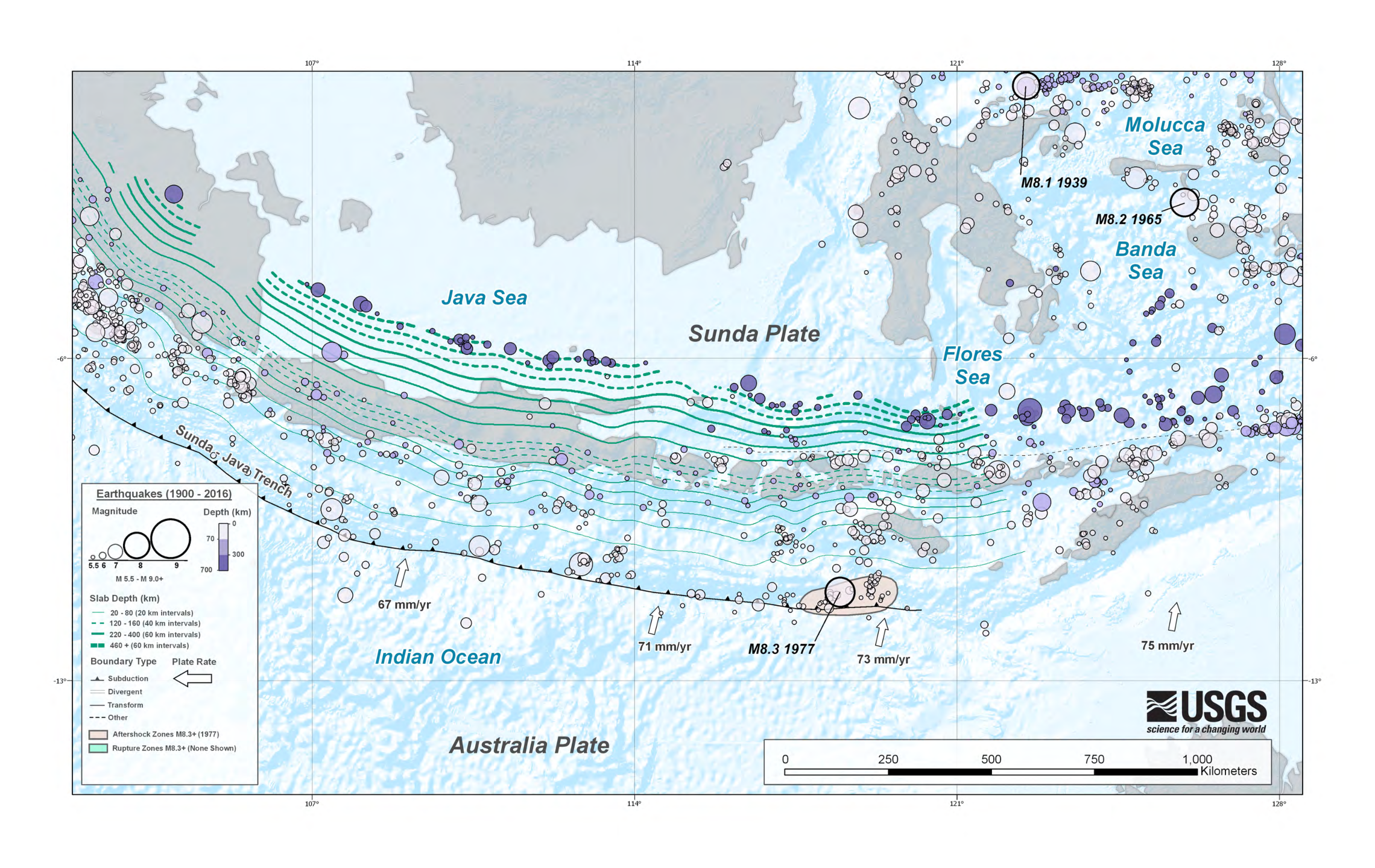
자와섬과 그 주변의 지질학적 환경과 발생했던 주요 지진의 진앙을 그린 지도

자와섬은 북쪽의 순다판과 남쪽의 오스트레일리아판 사이에 있는 활성 수렴 경계대 근처에 있다. 순다 해구라고 부르는 이 경계에서 북쪽으로 이동하는 오스트레일리아판이 순다판 아래로 섭입한다. 이 섭입대에서는 최대 규모 M8.7의 지진이 발생할 수 있으며 오스트레일리아판이 순다판 아래로 섭입한 이후로 깊은 암석권 안에서 슬래브 내부 지진도 발생할 수 있다. 자와섬의 섭입대에서는 1994년과 2006년에 큰 규모의 지진이 발생했다. 또한 2009년 슬래브 내부 지진으로도 큰 피해가 발생했다.
자와섬 인근 수마트라섬의 판 경계를 가로지르는 매우 비스듬한 수렴 경계와 비교하면 자와섬의 수렴 경계는 거의 직교 상태에 가깝다. 하지만 여전히 순다판 내부에는 좌측으로 틀어지는 힘의 방향이 존재한다. 시만디리 단층이 그 원인으로 추정되는 지질 구조이다. 현지 조사와 지질학적 분석에 따르면 시만디리 단층대는 넓은 단층대이자 습곡대로, 총 6개의 단층분절이 확인되었다. 단층대의 오래된 부분은 좌수향 주향이동단층이 강한 반면, 젊은 부분은 역단층과 좌수향 주향이동이 섞여 있는 일종의 사교단층이다.

## 지진
인도네시아 기상기후지구물리청(BMKG)은 본진의 규모는 모멘트 규모 Mw6.5이며 미국 지질조사국(USGS)은 모멘트 규모 Mww6.4로 측정했다. 본진의 단층면해는 동북동 혹은 북북서 방향의 주향인 주향이동단층에서 발생했다.
전진은 UTC 4시 22분에 규모 Mww5.6 혹은 Mw6.0으로 발생했으며, 이후 5시 31분에 규모 mb5.0의 지진이 일어났다. 본진 발생 27분 후에는 규모 mb4.5의 여진이 발생했다. 인도네시아 자와섬 전역에서 수정 메르칼리 진도 계급 기준 III-IV 이상의 흔들림을 느꼈다. 또한 지진의 흔들림은 멀리 자카르타와 팔랑카라야에서도 느껴졌다.

## 여파와 피해

### M6.0 전진
바웨안섬에서 공황 발작으로 10명이 입원했으며, 71세 여성이 지진의 흔들림으로 떨어진 기와에 맞아 부상을 입었다. 주택 2채와 시청사가 심각한 피해를 입었고, 주택 30채, 모스크 2채, 병원 1채, 학교 2채가 피해를 입었다.

### M6.5 본진
바웨안에서는 주택 수십채와 모스크가 붕괴되는 등 추가 피해가 발생했다. 수라바야에서는 2명이 부상을 입고 주택 2채가 붕괴되었으며 주택 여러 채가 피해를 입고 아리랑가 대학의 주차장과 건물, 툰중간 광장의 주차장 등이 피해를 입었다. 그레식현에 있는 페트로키미아 그레식의 본사 건물도 피해를 입었다. 투반현에서는 2명이 부상을 입고 주택 5채와 시청사가 붕괴되었으며 주택 64채, 병원 4채, 예배당 3채, 학교 3채를 포함한 구조물 87채가 피해를 입었다.

## 같이 보기
- 2024년 지진
- 인도네시아의 지진 목록
- 2018년 동자와주 지진